# Бровко, Иван Карпович
Иван Карпович Бровко (28 сентября 1908, Селидовка, Екатеринославская губерния — 20 сентября 1989, Щёлково, Московская область) — советский военачальник, генерал-лейтенант авиации (18.02.1958).

## Биография
Родился в деревне Селидовка, ныне в Донецкой области. Украинец.
До службы в армии работал трактористом в колхозе имени ОКДВА Новоселидовского сельсовета Сталинской области.

## Военная служба
6 ноября 1930 года был призван в РККА и зачислен писарем-курсантом в отдельный эскадрон связи 1-го кавалерийского корпуса червонных старшин им. ВУЦИК в городе Проскуров.
С августа 1931 года служил старшим писарем батальона в Военной школе морских лётчиков и лётчиков-наблюдателей им. И. В. Сталина в городе Ейск. В 1931 году вступил в ВКП(б). С 15 февраля 1932 года зачислен курсантом этой школы. По окончании курса лётной подготовки с декабря 1933 года продолжил обучение на курсах штурманов. В июле 1934 года окончил их и был назначен штурманом корабля в 91-ю авиаэскадрилью 23-й тяжелобомбардировочной авиабригады 1-й армии особого назначения.
С 15 сентября 1936 года по 23 июня 1937 года участвовал в национально-революционной войне в Испании в качестве штурмана бомбардировщиков Potez 54, Breguet Br.19, СБ 12-й бомбардировочной группы республиканской авиации. Совершил 86 боевых вылетовна бомбардировку тыла и морского флота мятежников генерала
Франко. За боевые отличия в этой войне старший лейтенант Бровко награждён двумя орденами Красного Знамени.
С 15 августа 1937 года по 27 марта 1938 года участвовал в национально-революционной войне в Китае. В 1938 году выполнил особо важное задание, доставив в Москву руководителей компартии Китая и среди них Ван Мина, за что был награждён орденом Красной Звезды.
С марта 1938 года проходил службу в должности флагштурмана 6-го тяжелобомбардировочного авиаполка 1-й армии особого назначения в городе Иваново. В 1938 году Бровко присвоено звание майора. С февраля по октябрь 1939 года проходил обучение в Сталинградской и 14-й Энгельсской военных школах лётчиков, где переквалифицировался из штурмана в лётчика. Служил в Орловском военном округе, 15 октября 1939 года был назначен командиром эскадрильи в 164-й резервный авиаполк 1-й резервной авиабригады ВВС ОрВО в городе Воронеж, с 28 октября 1940 года исполнял должность заместителя командира 220-го дальнебомбардировочного авиационного полка 48-й дальнебомбардировочной авиадивизии 2-го авиакорпуса ДБА, дислоцировавшегося в ОрВО в городе Курск. В январе 1941 года в четвёртый раз вылетал в командировку, в Китай. Тогда Бровко вновь встретился с членом Президиума Исполкома Коминтерна Ван Мином, из Китая в Москву привёз 12-летнего сына Мао Цзедуна и дочь Джу Де.
В июне 1938 года Бровко был избран депутатом Верховного Совета РСФСР Первого созыва от Шигровского избирательного округа Курской области. Депутатом он пробыл до 1946 года.

### Великая Отечественная война
В начале войны полк с 26 июня 1941 года вёл боевые действия в полосе Западного, а с июля — Центрального фронтов. Его лётчики наносили бомбовые удары по скоплениям мотомеханизированных войск и резервов противника.
С 25 августа 1941 года майор Бровко исполнял должность заместителя командира 51-го дальнебомбардировочного авиаполка 52-й дальнебомбардировочной авиадивизии.
15 сентября 1941 года назначен командиром 98-го дальнебомбардировочного авиаполка, преобразованного затем в 752-й авиаполк ДД. Уже к февралю 1942 года подполковник Бровко совершил 41 боевой вылет на бомбардировку войск и военных объектов противника. В марте 1942 года при создании АДД 752-й авиаполк ДД вошёл в состав 24-й авиадивизии ДД, сформированной на базе 52-й дальнебомбардировочной авиадивизии. Полк наносил бомбовые удары по ж.-д. узлам Орёл, Курск, Харьков, объектам противника в глубоком тылу. 10 июля 1942 года дивизия была перебазирована на аэродромы Платоновка, Кирсанов (Тамбовской обл.), а 15 июля часть экипажей была направлена в Монино для действий по объектам Германии. Лично подполковник Бровко совершил 4 боевых вылета по объектам Германии. В ходе Сталинградской битвы с сентября 1942 года 752-й авиаполк ДД совершал удары по ж.-д. узлам Ростов-на-Дону, Сальск, Шахты, Каменск, ж.-д. станциям Котельниково, Миллерово, аэродромам Морозовский, Тацинская. В октябре по приказу Ставки ВГК он привлекался к нанесению бомбовых ударов по аэродромам противника в районах Обливская, Сталино, а также по ж.-д. узлу Морозовский; десятки вылетов были совершены по укреплённым районам противника. С 10 ноября 1942 г. полк бомбил окраины Сталинграда, нас. пункты Воропоново, Гумрак, Городище, Елынанку, Карповку и другие, поддерживая наступающие войска Юго-Западного, Донского и Воронежского фронтов. По завершении разгрома окружённой сталинградской группировки противника полк был возвращён на аэродром Липецк — Грязи.
С 15 по 26 марта 1943 года полковник Бровко временно исполнял должность командира 24-й авиадивизии ДД. 26 марта 1943 года за успешное выполнение заданий командования дивизия была преобразована в 3-ю гвардейскую авиадивизию ДД, а 752-й полк — в 10-й гвардейский авиаполк ДД. В мае 1943 года в ПриВО в городе Липецк на базе 3-й гвардейской авиадивизии ДД был сформирован 3-й гвардейский авиакорпус ДД, а на базе 10-го гвардейского авиаполка ДД развёрнута новая 3-я гвардейская авиадивизия ДД под командованием полковника Бровко. В составе корпуса она участвовала в Белгородско-Харьковской, Орловской наступательных операциях, битве за Днепр, в 1944 году — в Ленинградско-Новгородской, Крымской, Минской, Люблин-Брестской, Будапештской наступательных операциях. За отличные боевые действия при форсировании реки Днепр 17 ноября 1943 года ей было присвоено почётное наименование «Днепровская». А 26 декабря 1944 года она была переименована в 13-ю гвардейскую бомбардировочную авиадивизию и вошла во 2-й гвардейский бомбардировочный авиакорпус.
9 марта 1944 года, за умелое руководство дивизией и личное проявление геройства, полковник Бровко был представлен командиром 3-го гвардейского авиакорпуса ДД генерал-майором авиации Н. А. Волковым к званию Герой Советского Союза, однако вышестоящее командование понизило статус награды до ордена Суворова 2-й степени.
9 марта 1944 года Бровко присвоено воинское звание генерал-майор авиации.
На завершающем этапе войны в 1945 года дивизия под командованием Боровко в составе корпуса принимала участие в Висло-Одерской, Кёнигсбергской, Восточно-Померанской и Берлинской наступательных операциях. За отличия в боях при овладении городом Будапешт ей было присвоено почётное наименование «Будапештская», а за образцовое выполнение заданий командования в боях при овладении столицей Германии городом Берлин она была награждена орденом Суворова 2-й ст.
В период с июля 1941 года по май 1945 года Бровко лично совершил 81 боевой вылет на бомбардировку войск и объектов противника, пользовался высоким авторитетом у подчинённых, в его соединении было
выращено 40 Героев Советского Союза, генерал лично ввёл в боевой строй более 100 молодых экипажей.
За время войны комдив Бровко был четыре раза персонально упомянут в благодарственных в приказах Верховного Главнокомандующего.

### Послевоенное время
После войны продолжал командовать этой же дивизией. С ноября 1947 года по декабрь 1949 года обучался на авиационный факультете в Высшей военной академии им. К. Е. Ворошилова. После её окончания был назначен заместителем командира 51-го гвардейского бомбардировочного авиакорпуса, входившего в состав 50-й воздушной армии ДА, с сентября 1950 года вступил в командование этим корпусом.
С августа 1953 года командовал 57-й тяжелобомбардировочной авиадивизией ДА с июня 1955 года дивизия — в составе ВВС СФ.
С марта 1956 года исполнял должность помощника командующего, а с апреля 1957 года — 1-го заместителя командующего 50-й воздушной армией ДА.
18 февраля 1958 года Бровко присвоено воинское звание генерал-лейтенант авиации.
В мае 1959 года Бровко назначен начальником 4-го Управления НИИ ВВС — заместителем начальника Государственного Краснознамённого НИИ ВВС по вооружению. В этой должности на военно-авиационной базе «Энгельс-2» вблизи города Энгельс Саратовской области в апреле 1961 года участвовал во встрече Юрия Гагарина на месте его приземления после полёта, из кабинета Бровко на авиабазе, Гагарин по аппарату правительственной связи впервые доложил руководству СССР об успешном завершении первого космического полёта.
8 мая 1964 года генерал-лейтенант авиации Бровко уволен в запас.
Проживал в городе Щёлково Московской области. Умер 20 сентября 1989 года. Похоронен на кладбище села Леониха Щёлковского района Московской области.

## Награды
- два ордена Ленина (20.06.1942[2], 26.10.1955[9])
- три ордена Красного Знамени (01.01.1937[2], 26.06.1937[2], 15.11.1950[9])
- два ордена Суворова II степени (19.08.1944[2], 29.05.1945[10])
- орден Александра Невского (12.03.1943)[11]
- орден Отечественной войны I степени (06.04.1985)[12][13]
- два ордена Красной Звезды (15.03.1938[2], 06.11.1945[9])

медали в том числе:
- - «За боевые заслуги» (03.11.1944)[9]
  - «XX лет Рабоче-Крестьянской Красной Армии» (1938)[2]
  - «За оборону Ленинграда» (22.08.1944)[14]
  - «За оборону Москвы» (22.08.1944)[15]
  - «За оборону Сталинграда» (10.07.1943)[16]
  - «За победу над Германией в Великой Отечественной войне 1941—1945 гг.» (20.10.1945)[17]
  - «За взятие Будапешта»
  - «За взятие Кёнигсберга»
  - «За взятие Берлина»
  - «Ветеран Вооружённых Сил СССР»
- знак «50 лет пребывания в КПСС»

Приказы (благодарности) Верховного Главнокомандующего в которых отмечен И. К. Бровко.
- За овладение штурмом областным центром Украины городом Днепропетровск и городом Днепродзержинск (Каменское) — важнейшими промышленными центрами юга нашей страны и крупными узлами обороны немцев в излучине реки Днепр. 25 октября 1943 года. № 36.
- За овладение городом и крепостью Гданьск (Данциг) — важнейшим портом и первоклассной военно-морской базой немцев на Балтийском море. 30 марта 1945 года. № 319.
- За овладение штурмом крепостью и главным городом Восточной Пруссии Кёнигсберг — стратегически важным узлом обороны немцев на Балтийском море. 9 апреля 1945 года. № 333.
- За овладение городами Франкфурт-на-Одере, Вандлитц, Ораниенбург, Биркенвердер, Геннигсдорф, Панков, Фридрихсфелъде, Карлсхорст, Кепеник и прорыв в столицу Германии Берлин. 23 апреля 1945 года. № 339

Других государств
- орден Красного Знамени (ВНР (1955))[3]
- иностранные медали[3]